# Carl Diehl (Politiker)
Carl Diehl (* 30. Januar 1801 in Frankfurt am Main; † 29. Oktober 1862 ebenda) war ein deutscher Jurist und Politiker der Freien Stadt Frankfurt.
Diehl war Doktor der Rechte, 1848 Stadtgerichtsvizedirektor und von 1851 bis 1861 Schöffe zu Frankfurt. Von 1833 bis 1837 war er Mitglied der Gesetzgebenden Versammlung. Von 1837 bis 1851 wirkte er als Senator der Stadt Frankfurt am Main, die damals ein souveräner Staat war; der Senat der Freien Stadt Frankfurt war das höchste Verfassungsorgan der Exekutive, sein Rang entsprach dem eines Ministers in Flächenstaaten.
Sein Enkel war der Ökonom Karl Diehl.